# پایدشت
پای‌دشت نام شهری بود که پیش از این در طبرستان وجود داشت. شهر پایدشت از جمله پادگان‌های نظامی بود که توسط عوامل عباسیان در دوران منصور دوانیقی در نزدیکی آمل و در راه ناتل ساخته شد. این پایگاه در ابتدا توسط ابوالعباس طوسی با پانصد نفر نیرو تأسیس شد و نام اکنون ان اهودشت است.

## نبرد پایدشت
به عنوان نخستین درگیری، در پایداشت و بنا به قولی در ناتل نیروهای داعی به فرماندهی محمد علوی و محمد پسر رستم با نیروهای محمد بن اوس به جلوداری «محمد بن اخشید» درگیر شدند که محمد علوی توانست سر محمد بن اخشید را از بدنش جدا کند و برای حسن بن زید بفرستد. این نبرد نخستین پیروزی نظامی علویان و حامیانشان علیه حکام طاهری بود.